# Eupithecia obscurissima
Eupithecia obscurissima är en fjärilsart som beskrevs av Louis Beethoven Prout 1914. Eupithecia obscurissima ingår i släktet Eupithecia och familjen mätare. Inga underarter finns listade i Catalogue of Life.